# Divagations
Divagations est un recueil de textes poétiques et de réflexions en prose de Mallarmé, publié en 1897 à la Bibliothèque-Charpentier. Cet ouvrage a été écrit à la toute fin de la vie de l'auteur.
D'une grande modernité, cet ouvrage introduit pour la première fois en littérature la notion d'« essai poético-critique », à savoir un mélange entre poésie, essai et critique.
L'ouvrage se compose de deux parties : d'abord une suite de poèmes en prose ; puis les « divagations » proprement dites, accumulation de réflexions critiques sur divers sujets. Mallarmé a entrepris d’y réunir l’essentiel de son œuvre en prose. Il écrit, comme une feinte, en tête de ce recueil : « Un livre comme je ne les aime pas, ceux épars et privés d’architecture » avant d’ajouter un peu plus loin : « les Divagations apparentes traitent un sujet, de pensée, unique, […] comme un cloître quoique brisé ».

## Sommaire de l'ouvrage
- Un livre comme je ne les aime pas [prologue]
- Anecdotes ou poèmes
- Volumes sur le divan
- Quelques médaillons et portraits en pied
- Richard Wagner, rêveries d'un poète français
- Crayonné au théâtre
- Crise de vers
- Quant au livre
- Le mystère dans les lettres
- Offices
- Grands faits divers